# Đại học Saga
Đại học Saga (佐賀大学 Saga daigaku); gọi tắt là Sagadai (佐賀大 Sagadai) hay Sadai (佐大 Sadai) là một trường đại học ở Saga, Nhật Bản. 
Trường có 5 khoa với tổng số sinh viên là 7000, Trường có 2 cơ sở, tại Honjo (本庄) và Nabeshima (鍋島).

## Các cựu sinh viên nổi tiếng
- - Heiji Ogawa (Japanese governor)
  - Hiroshi Tanaka (Researcher)
  - Kozueko Morimoto (Cartoonist)

　etc.